# ツインクラッチSST

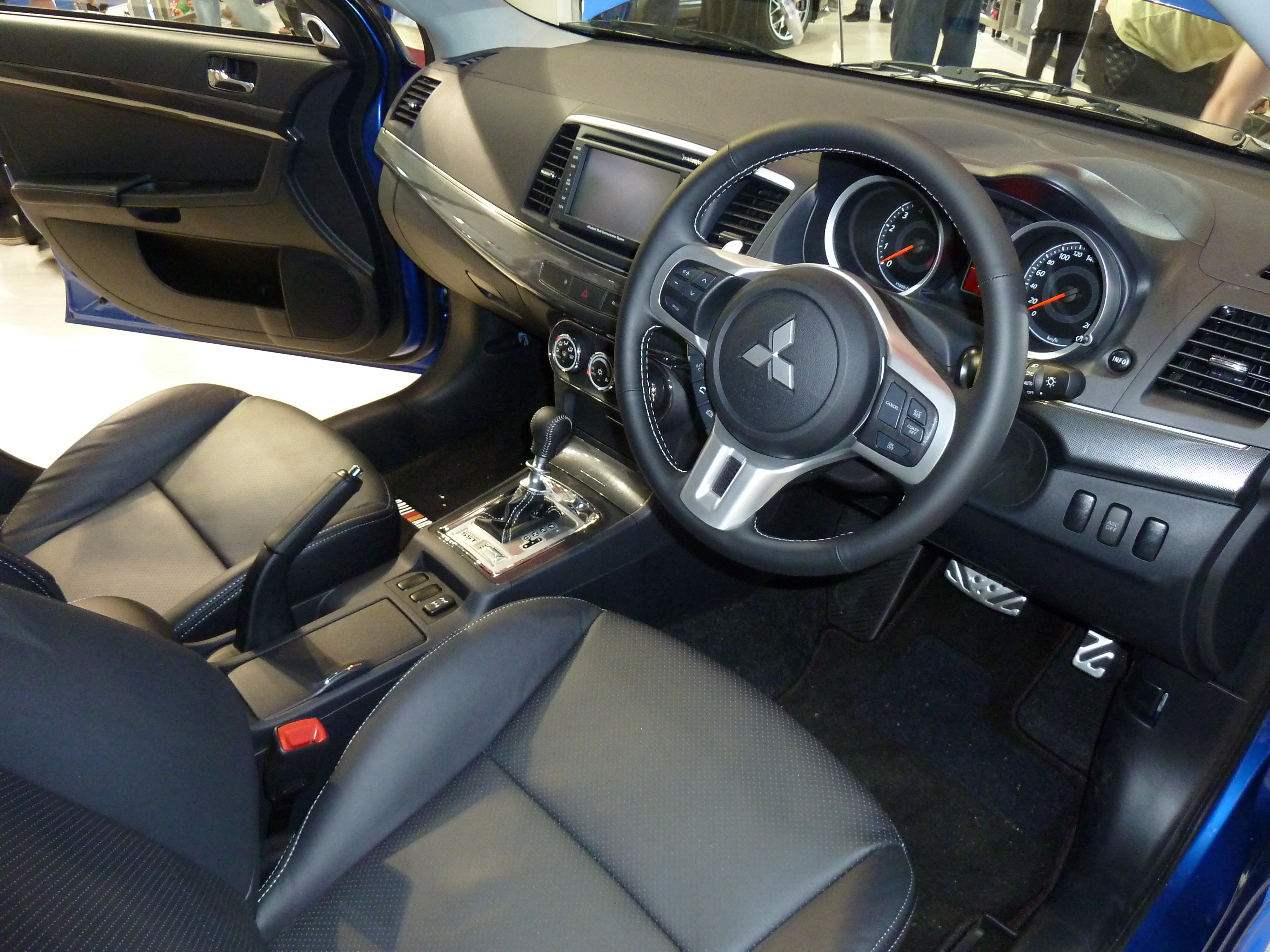
ツインクラッチSSTを搭載する三菱・ランサー（日本名：ギャランフォルティス）スポーツバック ラリーアートの運転席（オーストラリア国際モーターショー2010出展）

ツインクラッチSST（ツインクラッチ・エスエスティー、Twin Clutch Sport Shift Transmission：ツインクラッチ・スポーツシフトトランスミッション、TC-SST）は、ドイツのゲトラグ社によって開発され、三菱自動車工業の自動車に搭載されたデュアルクラッチトランスミッション (DCT) の商標である。

## 概要
フォルクスワーゲングループのDSGと似た構造で1・3・5速用のクラッチと2・4・6速用のクラッチを交互に切り換え、素早い変速が可能、トルクコンバータオートマチックトランスミッションと比較して燃費が改善されるとしている。
湿式多板クラッチを並列に配置することでフォルクスワーゲンの横置きFF車に採用されているDSGよりも大きなトルク容量に対応するが、クラッチ部分の厚みが増すので変速機の全長を抑えるためにギアの軸数を増やしている。
3種類の制御モードが選択可能で変速タイミングやクラッチ断続スピードなどのほか、エンジンレスポンスも変化させる。
- ノーマルモード
- スポーツモード
- スーパースポーツモード[注釈 1]

## 搭載車種
- ランサーエボリューションX（RS除く）
- ギャランフォルティス（セダン・スポーツバックのラリーアート）

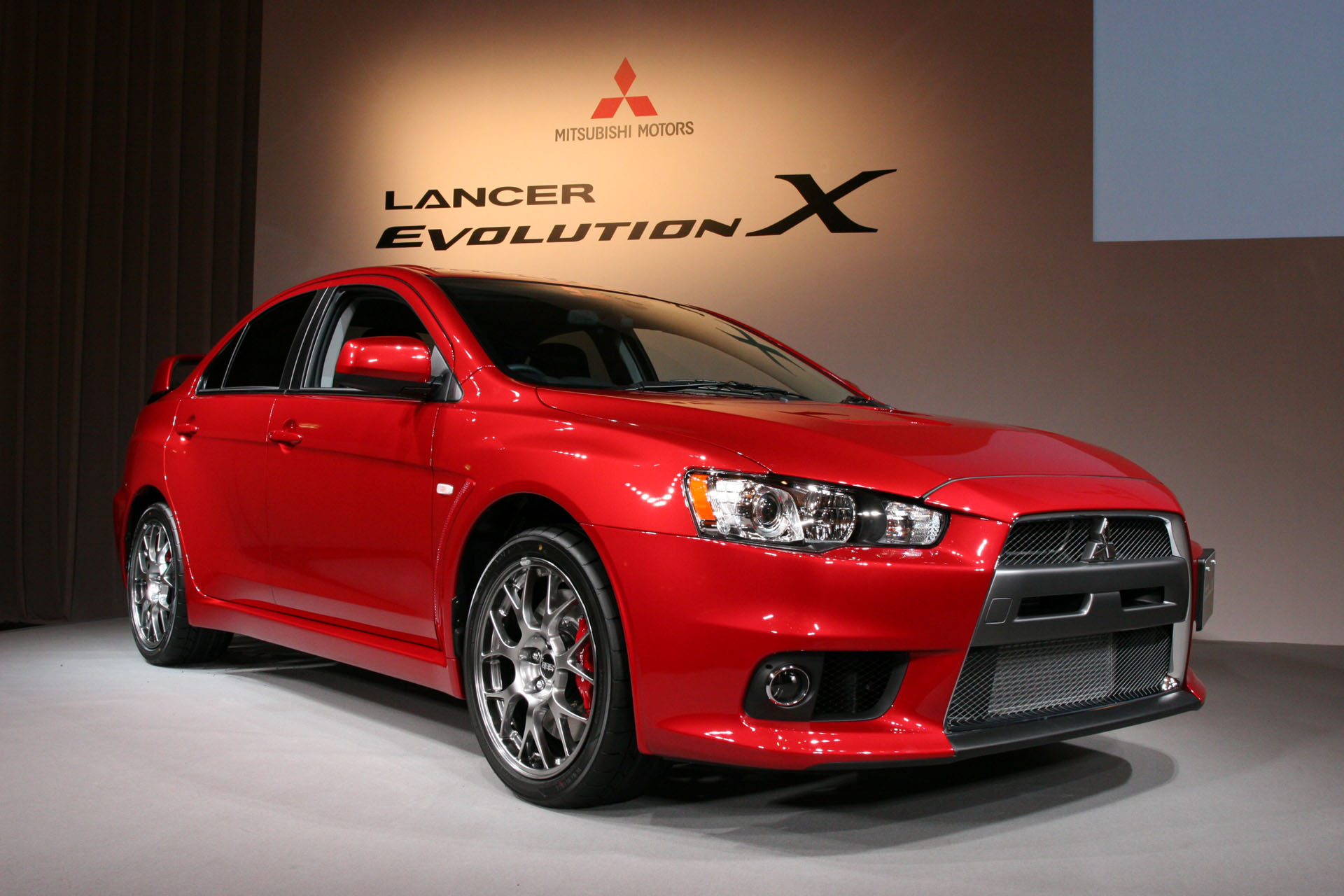
ランサーエボリューションX
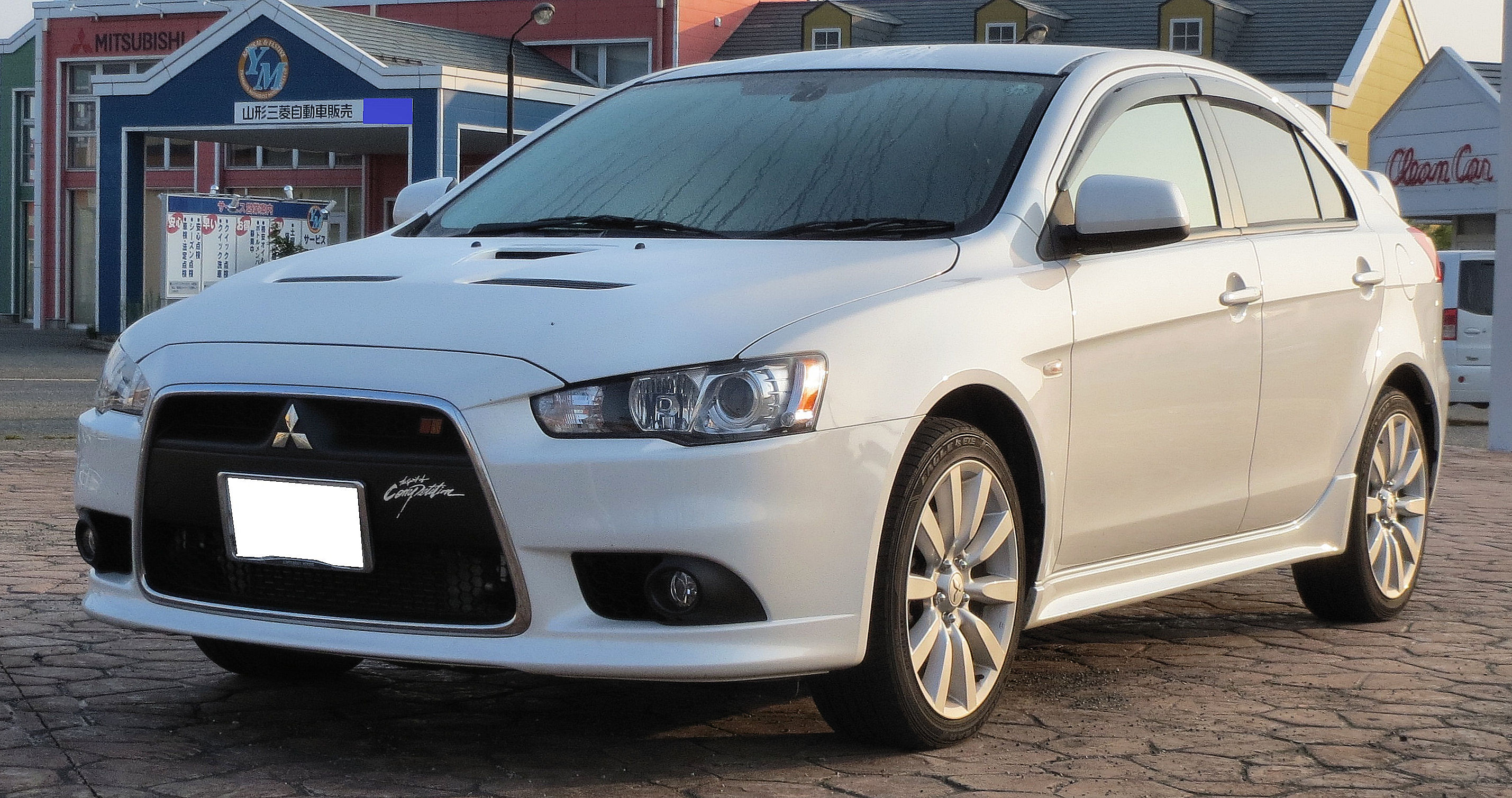
ギャランフォルティススポーツバック ラリーアート